# Joseph Weidinger

Der Kruzifix aus Perlesöd (Freyung) in der Kapelle aus Schwolgau (Finsterau) wird Joseph Weidinger zugeschrieben (Foto: Martin Ortmeier, 2007).

Joseph Weidinger (* 22. April 1797 in Möslberg, Gde. Wegscheid; † 20. Mai 1880 in Krennerhäuser, Gde. Wegscheid) war im Bayerischen Wald als Herrgottschnitzer tätig.

## Leben und Wirken
Joseph Weidinger hat im Unteren Bayerischen Wald Arma-Christi-Kreuze, („Waffen-Christi-“ oder „Passionskreuze“) in sogenanntem Bauernbarock geschaffen. Er gilt als „(e)iner der bedeutendsten Schöpfer solcher Werke“. Der spätbarocke Kruzifix in der Pfarrkirche St. Raymund in Breitenberg wird als Weidingers wesentliches Vorbild angesehen. Eine Ausbildung als Holzschnitzer ist nicht belegt.
Das (in immer wieder erneuerter Fassung erhaltene) Waffen-Christi-Kreuz in der Flur bei Lacken (Wegscheid) ist 1833 datiert. Zugeschrieben werden Joseph Weidinger mehr als 40 Werke.